# Andrij Sahorodnjuk

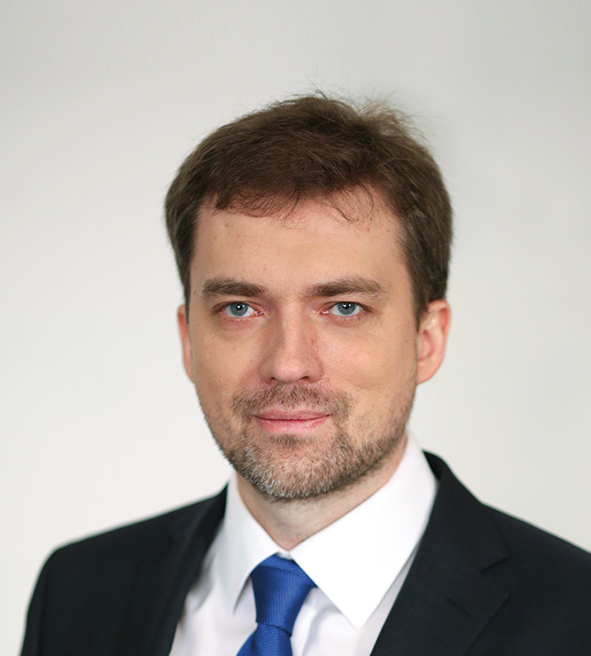
Andrij Sahorodnjuk

Andrij Pawlowytsch Sahorodnjuk (ukrainisch Андрій Павлович Загороднюк; englisch Andrii Zahorodniuk; * 5. Dezember 1976 in Kiew, Ukrainische SSR, Sowjetunion) ist ein ukrainischer Unternehmer und war vom 29. August 2019  bis am 4. März 2020 Verteidigungsminister der Ukraine.

## Leben
Andrij absolvierte 1998 die juristische Fakultät der Taras Schewtschenko-Universität in Kiew mit einem Abschluss in Rechtswissenschaften. In den Jahren 2013 und 2014 erwarb er in einem Studium an der Said Business School der University of Oxford ein Diplom in „Financial Strategy“.
Zwischen 1998 und 2003 war er Generaldirektor einer Finanzagentur und daran folgend bis 2004 leitete er die Abteilung für Finanzen und administrative Verwaltung des stellvertretenden Leiters der Konzernleitung der Nadra CJSC. Von 2004 bis 2006 war er als Chefberater der Finanzabteilung und von 2006 bis 2007 war er als Direktor für neue Projekte dieses Konzerns tätig. 2007 bis 2013 war er Geschäftsführer der Discovery Drilling Equipment of Ukraine. Von 2013 bis 2019 war er Berater dieses Konzerns und in den Jahren 2018 und 2019 war er Gründer und CEO von Discovery Drilling Equipment. Zwischen 2015 und 2017 war er als Leiter des Projektbüros der Reformen des Verteidigungsministeriums unter Verteidigungsminister Stepan Poltorak tätig. Der Präsident der Ukraine Wolodymyr Selenskyj ernannte ihn am 5. Juli 2019 zu seinem freiberuflichen Berater. Außerdem wurde er Aufsichtsratsmitglied des staatlichen ukrainischen Rüstungskonzerns Ukroboronprom. Am 29. August 2019 wurde er in der Werchowna Rada von Präsident Selenskyj für das Amt des Verteidigungsministers der Ukraine vorgeschlagen. Das Parlament wählte ihn daraufhin mit 314 Abgeordnetenstimmen zum Verteidigungsminister. Seit dem 6. September 2019 ist er zudem Mitglied des Nationalen Sicherheits- und Verteidigungsrats der Ukraine. Beide Ämter hatte er bis zur Regierungsumbildung am 4. März 2020 inne. 